# Manuel Vergara
Manuel Vergara – hiszpański rzeźbiarz pochodzący z Walencji. 
Pochodził z rodziny o tradycjach artystycznych. Rzeźbiarzami byli również jego brat Francisco Vergara, syn Francisco Vergara Bartual oraz bratanek Ignacio Vergara, którego był mistrzem i opiekunem. Drugi bratanek José Vergara Gimeno został malarzem. 
Pracował przy dekoracji kościoła w Poliñá de Júcar.